# Dream of Love
Dream of Love, in Nederland uitgebracht onder de titels Een nacht van liefde, Een droom van liefde en Adrienne Lecouvreur, is een film uit 1928 onder regie van Fred Niblo. De film is gebaseerd op het toneelstuk Adrienne Lecouvreur van Ernest Legouve en Eugène Scribe en is een vehikel voor Joan Crawford.

## Verhaal
Prins Maurice de Saxe ontmoet tijdens een bezoek aan de hertog een zigeunersmeisje. Hij wordt onmiddellijk verliefd op haar, maar kan vanwege de verschillende standen niets met haar beginnen. Wanneer er jaren later opnieuw een ontmoeting plaatsvindt, is het meisje uitegroeid tot een bekende actrice. De jaloerze hertog en hertogin besluiten hem te vermoorden, aangezien hij vastberaden is met de actrice te trouwen.

## Rolverdeling
| Acteur          | Personage             |
| --------------- | --------------------- |
| Nils Asther     | Prins Maurice de Saxe |
| Joan Crawford   | Adrienne Lecouvreur   |
| Aileen Pringle  | De hertogin           |
| Warner Oland    | De hertog             |
| Carmel Myers    | De gravin             |
| Harry Reinhardt | De graaf              |
| Harry Myers     | De baron              |